# Сваби
Сваби (пушту صوابی‎) — город в пакистанской провинции Хайбер-Пахтунхва, центр одноимённого округа.

## Население
Население города по годам:
| 1961   | 1972   | 1981   | 1998   | 2010    |
| ------ | ------ | ------ | ------ | ------- |
| 17 542 | 37 292 | 46 344 | 78 960 | 115 018 |